# Wen Yiduo
Wen Yiduo 聞一多(Xishui, 2 de noviembre de 1899-Kunming, 15 de julio de 1946) es un escritor chino de época moderna.
Profesor y erudito especialista en historia de la poesía, fue asesinado por el Kuomintang en 1946. Asentó las bases de la poesía china moderna con sus dos poemarios: Vela roja (紅蠋) Aguas estancadas (死水) y el apodado «Último discurso».  Su naturaleza franca lo llevó a ser asesinado por agentes secretos del Kuomintang, después de elogiar en su funeral, la vida de su amigo Li Gongpu asesinado el 11 de julio por los nacionalistas.
Bibliografía de Wen Yiduo en castellano:
-Wen Yiduo (2006): Aguas muertas. Traducción del chino de Javier Martín Ríos.